# Der Brenner und der liebe Gott

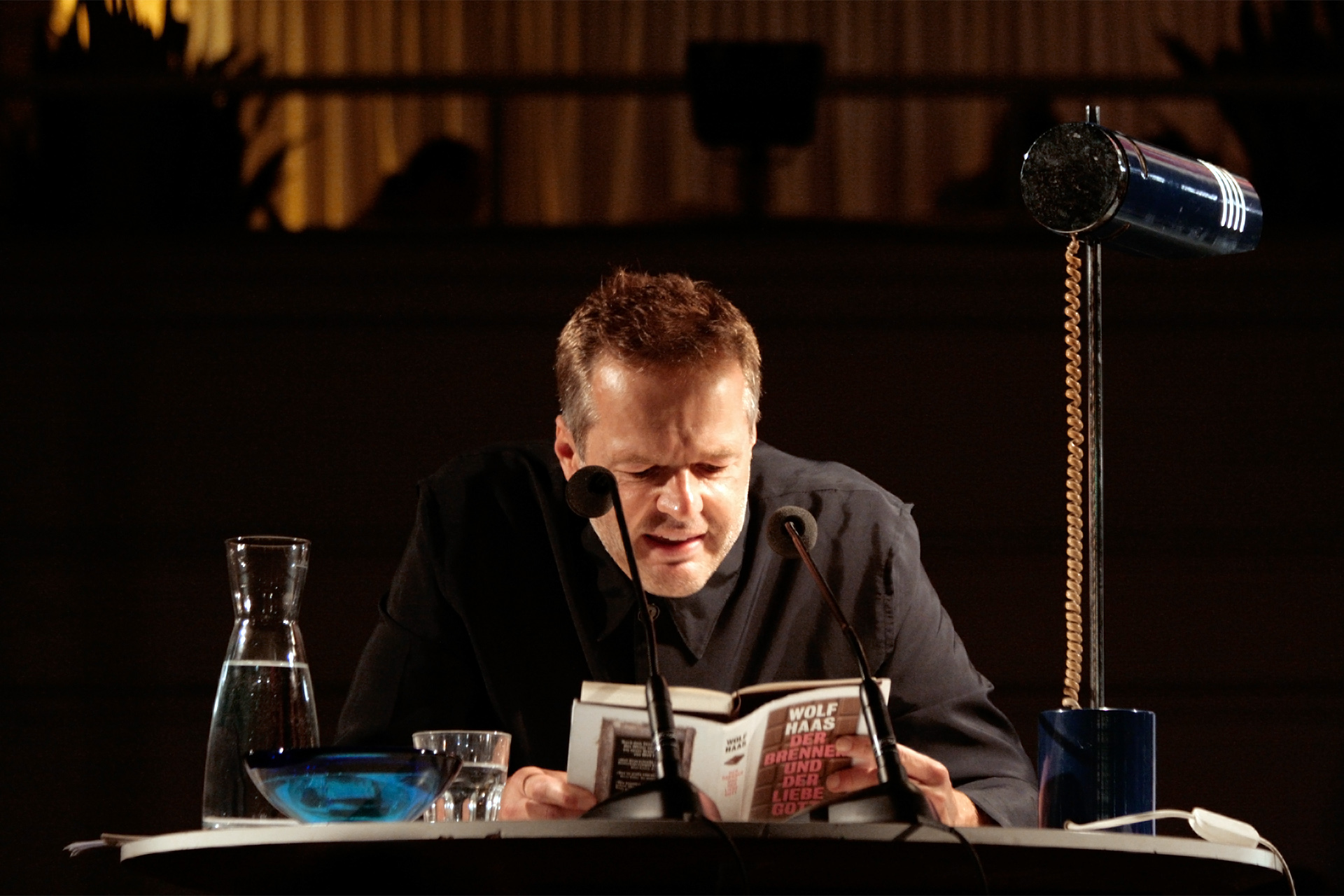
Der Autor bei einer Lesung im MuseumsQuartier (2009)

Der Brenner und der liebe Gott (2009) ist der siebte Band der Brenner-Krimi-Reihe von Wolf Haas.
Die Fortsetzung dieser Reihe war eine Überraschung, denn sie galt zuvor als abgeschlossen. Das hatte der Autor vor Erscheinen des sechsten Bandes, Das ewige Leben (2003), angekündigt und später mehrfach bestätigt. Außerdem hatte er in diesem Band den Ich-Erzähler – neben dem Detektiv Brenner die zweite Hauptfigur und Trägerinstanz der speziellen Sprache der Reihe – sterben lassen.

## Hauptfiguren und Handlung
Die Fortexistenz des Ich-Erzählers erklärt der Autor im ersten Satz. Anstelle des bis dahin gewohnten Jetzt ist schon wieder was passiert heißt es hier: Meine Großmutter hat immer zu mir gesagt, wenn du einmal stirbst, muss man das Maul extra erschlagen. Der Ich-Erzähler lebt also als „Maul“ weiter. Das ist insofern schlüssig, als er auch zuvor schon so angelegt war: als jemand, dessen Erzähldrang einfach nicht totzukriegen ist, und als Erzählerstimme im Sinne eines namen- und körperlosen Wesens, das in die Handlung selbst nicht eingreift.
Anders inszeniert Haas die Rückkehr der eigentlichen Hauptfigur: Ex-Polizist und Ex-Detektiv Simon Brenner. Das frühere Raubein ist in dem „Herrn Simon“ kaum zu erkennen, als der er auf den ersten Seiten von seinen vermögenden Brötchengebern, dem Wiener Ehepaar Kressdorf, diskret bezeichnet wird: er Bauunternehmer mit Hauptsitz in München, sie Frauenärztin und Chefin einer Abtreibungsklinik. Brenner ist ihr Privatchauffeur – scheinbar „angekommen“, befriedet und geläutert (wenn auch nicht ohne Psychopharmaka und ironischen Unterton) – und vorzugsweise mit ihrer zweijährigen Tochter Helena unterwegs zwischen Wien und München. Mit der Entführung Helenas bei einem Zwischenstopp auf einer dieser Fahrten geht Brenner jedoch erneut seines Jobs samt Wohnung verlustig und ist damit wieder ganz der Alte: der in eigener Sache und auf eigene Faust Ermittelnde und somit gleichermaßen Verfolgter wie Verfolger.
Der weitere Gang der Handlung lässt sich in Kürze wie folgt umreißen: Die Polizei verdächtigt zunächst Brenner der Entführung, Brenner jedoch den Chef der Abtreibungsgegner „Proleben“. Dieser wiederum animiert Brenner zur Verfolgung einer Missbrauchstat, in deren Zuge Brenner schließlich einem Bestechungsfall auf die Spur kommt. Dabei verschiebt sich der Fokus der Aufmerksamkeit, für Brenner wie für den Leser, von der Entführung weg hin zu anderen Straftaten, die, gleichsam als „Kellerleichen“, in der Vergangenheit liegen. Eine derartige Enthüllung von Vorgeschichten ist ein für Krimis zwar übliches Verfahren, und üblich ist auch, dass das Bestreben der Akteure, diese Kellerleichen zu verbergen, dazu führt, dass sich weitere kriminelle Energie auf- und entlädt (es kommt zu nicht weniger als sieben Todesfällen, davon sechs Morde). Der Unterschied zu den meisten anderen Krimis liegt jedoch in dem Understatement, mit dem diese Todesfälle geschildert werden, und darin, dass die Kausalität zwischen der auslösenden und den nachfolgenden Taten gekappt wird, denn die Entführung erweist sich als die einzige Tat, die isoliert und im Grunde zufällig geschieht.

## Gestaltung

### Erzähltechnik und Sprache
Die Originalität der Brenner-Krimis ist eng verbunden mit der unverwechselbaren Stimme der Erzählerfigur. Dennoch kann diese einer Kategorie zugeordnet werden: der des auktorialen Ich-Erzählers. Mit dem allwissenden Erzähler hat der Haas’sche alle wesentlichen Attribute gemein; nur ist dieser weit subjektiver und stärker präsent. Typisch für ihn sind die Abschweifung (Jetzt weil ich gerade sage …), die Fokussierung und direkte Ansprache des fiktiven Gegenübers (Jetzt pass auf …), die Richtigstellung (In Wirklichkeit …), der Vorgriff (Im Nachhinein hat es geheißen …) sowie die Verzögerung, z. B. bei der Dehnung des Show- bzw. Countdowns, aber auch an der Stelle, als der Leser erst drei Seiten nach Brenner und völlig beiläufig erfährt, wer die Missbrauchstat begangen hat.
Eine besondere Funktion erfüllt die Erzählerfigur auch hinsichtlich verschiedener Spielarten der Ironie. Da gibt es die wohlwollend-humorvolle (z. B. bei der Schilderung Brenners) und die satirisch-karikaturistische (v. a. bei der Darstellung der Kressdorfschen Handlanger), und schließlich gibt es die subtil-ironische Entlarvung einer Figur – exemplarisch vorgeführt am Fall eines gütigen Fädenziehers vom Kaliber des Bankdirektors Reinhard. Das Verfahren des Autors besteht hier darin, zunächst seinen Erzähler vorzuschicken und ihm viel Raum zu geben, die sympathische Außenseite des Bankdirektors zu schildern, um ihn später, als es darum geht, hinter dessen Fassade zu schauen, umso mehr an die kurze Leine zu nehmen, so dass die Arbeit – respektive das Vergnügen – des Erkennens dann weitgehend dem Leser überlassen bleibt.
Das markanteste Charakteristikum der Erzählers bleibt seine Sprache. Ihre Nähe zur gesprochenen Sprache, verbunden mit der Suggestion eines zuhörenden Adressaten, hat Literaturkritiker auch für diesen Band wieder zu Begriffen wie Stammtischrede und Wirtshausschwadronieren greifen lassen. Die Berechtigung dieser Begriffe wurde jedoch auch in Frage gestellt: Die vom Autor entwickelte Sprache sei kein Thekenparlando, sondern ein absolutes Kunstidiom von einer hohen Wiedererkennbarkeit und so singulär, dass dafür kein anderer Begriff als Haasisch tauge. Für Wiedererkennbarkeit sorgen v. a. bestimmte „Haasische“ Floskeln (Aber interessant, quasi, Hilfsausdruck, Jetzt pass auf usw.), Austriazismen, Ellipsen und Wiederholungen.
Die Technik der variierenden Wiederholung trägt wesentlich zur Musikalität des Textes bei – ein Prinzip, zu dem sich der Autor ausdrücklich bekennt. Als Gestaltungselement ist die Wiederholung in den meist lakonischen Dialogen („Echo“) wie auch in der Erzählerrede präsent. Ein oft zitiertes Beispiel ist ein Satz aus dem ersten Kapitel, der die enge Bindung zwischen Brenner und Helena auf den Punkt bringt: Und ob du es glaubst oder nicht, das erste Wort vom Kressdorf-Kind nicht „Mama“, erstes Wort nicht „Papa“, erstes Wort „Fara“. Auffällig ist hier – neben der „Haasischen“ Einleitungsfloskel, der elliptischen Satzstruktur und der Assonanz des a – v. a. die dreimalige, „unnötige“ Wiederholung von erstes Wort.
Anwendung findet die variierende Wiederholung auch bei der zeitlichen Strukturierung der Handlung. Im Verlauf der über 100 Stunden andauernden – und weitgehend chronologisch erzählten – Ermittlung wird jedes neue Ereignis zum Zeitpunkt der Entführung in Bezug gesetzt. Dabei werden oft ein oder mehrere der vorangegangenen Ereignisse wiederholt und variiert wird die Art, auf die auf unterschiedliche Begleitumstände der Entführung verwiesen wird, so dass es z. B. heißt: Sechsundneunzig Stunden nachdem der Brenner zu lange überlegt hat, welche Schokolade er nehmen soll …
Weiterhin ist die variierende Wiederholung ein zentrales Merkmal der Handlungskonstruktion: Mehr als ein halbes Dutzend Elemente kehrt im Laufe des Romans in abgewandelter Form wieder. So werden zweimal Handys liegengelassen und fremdgenutzt; es gibt bald zwei Mädchen, nach denen Brenner sucht; zwei Frauen, die er anbaggert; zwei Kuverts mit Geld, das ihn entlohnen bzw. bestechen soll; zwei Angebote zur Wiedereinstellung als Fahrer; zweimal springt er dem Tod von der Schippe, und zweimal erscheint ihm an gleicher Stelle, einer Senkgrube, der „liebe Gott“: zuerst nur akustisch und am Rand der Grube, dann – in einer Grenzerfahrung – „leibhaftig“, als Brenner buchstäblich wie bildlich bis über den Hals im Grubeninhalt steckt.

### Motive und Mythen
Der titelgebende „liebe Gott“ ist eines der konstituierenden Elemente im zentralen Motivgeflecht vom ungeborenen, geborenen und geborgten (sprich entführten) Leben, von Mutterschaft und Vaterschaft. Unter den Müttern gibt es späte und frühe, legale und illegale; und ironischerweise ist ausgerechnet die Frau, die professionell die Mutterschaft anderer verhindert, damit geschlagen, ihre eigene lange nicht realisieren zu können, bis ein außerehelicher Akt zu Helenas Zeugung führt. Zahlreicher noch sind die Variationen von Vaterschaft. Da gibt es den Ersatzvater, die doppelten und konkurrierenden Väter, die wissentlichen und unwissentlichen, die gewollten und ungewollten, und das meist mit Wiederholungs- und Variierungseffekten. Am amüsantesten ist das wohl bei zwei der Möchtegern-nicht-Väter – amüsant deshalb, weil Haas beide scheitern lässt, einen von ihnen sogar doppelt und dreifach: den jungen Brenner, dessen Jugendliebe ihm zunächst Geld für eine Abtreibung abknöpft (was sie verjuxt), dann noch für zwei Jahre Alimente kassiert, um ihm schließlich nach ihrer Heirat zu eröffnen, dass der eigentliche Vater ein anderer ist (und im Übrigen nicht mehr zu belangen, weil tödlich verunglückt). Haas lässt Brenner diese Episode selbst erzählen, besser gesagt: im Gespräch mit der Ärztin pointiert entwickeln. Am effektvollsten ist das dort, wo auf das mitfühlend-mütterliche Dann sind Sie also Vater? Brenner erst lakonisch-kryptisch Gewesen sagt – und erst einige Zeilen später der ganze Zusammenhang enthüllt ist. Haas geht es dabei jedoch selten allein um den erzählerischen Effekt, sondern hier z. B. auch um die Stimmigkeit seiner Figur: Als Ersatzvater besteht Brenner mit Bravour. Aber Vater? Selbst Erzeuger wäre zu sentimental. Er muss oder soll der „Lonely Wolf“ bleiben.
Haas hätte das zweijährige Mädchen nicht Helena genannt, hätte er nicht außer dem Akt der Entführung noch weitere Brücken zum klassischen Mythos gebaut. So folgen auf die Entführung in beiden Fällen Gewaltakte, die zur auslösenden Tat in keinem Verhältnis stehen (bezogen sowohl auf Ausmaß als auch auf Ursächlichkeit); die Entführung dauert 100 Stunden, der Trojanische Krieg 10 Jahre; beide Helenas werden außerehelich gezeugt, die griechische durch Zeus, die österreichische durch einen Freundfeind aus der Geschäftswelt des Vaters (ob wissentlich und gutgeheißen, ob künstlich oder natürlich, bleibt offen); die klassische Helena ist das Idealbild einer schönen Frau, die Kressdorfsche das Muster eines netten Kindes.
In jedem Brenner-Krimi erzählt Haas solche Episoden aus der bewegten Jugend seines Helden, und in jedem gibt es eine Melodie, die diesen verfolgt und ihm „etwas sagen“ will. Oft hängt beides auch zusammen, d. h., es geht um eine Melodie, die Brenner aus der Jugend kennt, und so ist es auch hier. Der Unterschied ist jedoch, dass es diesmal nicht sein Unbewusstes ist, das Brenner die Melodie zuspielt, sondern der Klingelton seines Handys. Dabei handelt es sich um einen Song von Jimi Hendrix, der musikalischen Ikone aus Brenners Sturm-und-Drang-Zeit, in dem es heißt: Castles made of sand fall into the sea eventually. – Wie bei Haas üblich, hat diese Zeile leitmotivischen Charakter. Deutlich ist der Bezug zum Aufstieg und Fall eines Bauunternehmers, zu einem, der Paläste aus Sand und auf Sand baut. Das Meer bzw. Wasser verweist auf die fatale Senkgrube, in der er seine Träume bzw. Leichen begräbt. Die Paläste wiederum (oder Burgen; beide Bedeutungsebenen, Glanz und Abschottung, passen) werden an anderer Stelle noch einmal aufgegriffen, an der das Büchner-Zitat Friede den Hütten, Krieg den Palästen! parodistisch umgekehrt wird, als sich Brenner in einen sogenannten Hüttenzorn steigert, der in der Idee gipfelt, dass Büchner heute sagen würde: Krieg den Hütten! Das zielt ab auf den – im geografischen wie übertragenen Sinne – zentralen Handlungsort, die Kitzbüheler Alphütte des Bauunternehmers, deren Errichtung den Beginn seiner Hybris markiert und die stellvertretend steht für all jene, hinter deren Protz- und Tarnfassade die Dinge, die die eigentlichen Verbrechen dieses Krimis darstellen, ausgeschnapst werden.

## Buchausgaben
- Der Brenner und der liebe Gott. Roman. Hoffmann und Campe, Hamburg 2009, ISBN 978-3-455-40189-9.
- Der Brenner und der liebe Gott. Roman. Deutscher Taschenbuch Verlag, München 2011, ISBN 978-3-423-21282-3.